# Andrena pallitarsis
Andrena pallitarsis är en biart som beskrevs av Pérez 1903. Andrena pallitarsis ingår i släktet sandbin, och familjen grävbin. Inga underarter finns listade i Catalogue of Life.